# Дар, Екатерина Валерьевна
Екатерина Валерьевна Дар (31 января 1990 г.) — российская актриса театра и кино, мастер спорта по фехтованию на шпагах.

## Биография
Екатерина Дар родилась 31 января 1990 года. С детства занималась художественной гимнастикой, в 2008 году присвоено звание мастера спорта по фехтованию на шпагах.
В 2010 году окончила факультет журналистики МГУ им. М. В. Ломоносова. С 2011 по 2015 училась в Санкт-Петербургской государственной академии театрального искусства, в то же время прошла обучение в международной фестиваль-школе «Территория». В 2016 поступила во французскую театральную школу Жака Лекока. С 2019 года начала обучение мастерству в лаборатории Анатолия Васильева. В 2021 окончила Московскую школу кино (курс А. Гусаровой и И. Дапкунайте).
Сниматься в кино начала с 2015 года. В 2016 году сыграла главную роль в короткометражном фильме «Серебряная медаль», а затем в артхаусном французском фильме режиссёра Жана-Мишеля Деспре Radio nuit Paris. Практически сразу после окончания обучения в Театральной академии прошла кастинг в провокационную постановку Кирилла Серебренникова «Машина Мюллер», где актёры играли обнаженными.
В 2018 году была номинирована на звание «Лучшая актриса» в Чикагском кинофестивале Blow-Up Chicago International Arthouse Film Fest за фильм Ольги Паниной «Один день из её жизни». Осенью 2018 года начала сотрудничество с театром Трансформатор.doc, где играла в 4 спектаклях, два из которых, «ГЭС-2 Опера» и «Пещера», были номинированы на премию «Золотая маска» в категории «эксперимент». Также сыграла в спектакле Всеволода Лисовского «Сквозь/ Скольжение по возможностям», постановка представляет собой 48-часовой перформанс в ходе которого зрители едут в неизвестном для них направлении.
В 2019 году Екатерина Дар сыграла главную роль в инклюзивном спектакле театрального критика и режиссёра Елены Смородиновой «Работа актёра над» в Электротеатре Станиславский, позже постановка была показана в Центре Современного Искусства «Гараж». Сотрудничество с Еленой Смородиновой продолжилось в таких проектах как спектакль-экскурсия «Маршрут перестроен», психологическом аудиоспектакле «Муза позвонит» и ряде других, где Екатерина Дар также выступала в роли сопродюсера.
В 2020 году Екатерина Дар дебютировала на сцене Театр.doc в спектакле туркменского режиссёра Овлякули Ходжакули «Я и Фрида», вошедшем в лонг-лист премии «Золотая Маска». В том же году приняла участие в проекте центра Вознесенского «Американки», спектакль происходил онлайн в реальном времени.
В 2020 году сыграла главную роль в короткометражном фильме режиссёра Дианы Галимзяновой «Murder girl», получившем награду как лучший иностранный короткометражный фильм на фестивале фильмов ужасов Phoenix FearCON, США. В 2021 году снялась у неё же в главной роли в экспериментальном фильме «План 9 с „Алиэкспресса“», по версии ряда критиков, представляющем собой хэппенинг, документальным свидетельством которого стало игровое кино.
В 2021 году снялась в одной из ролей в полнометражном фильме «Русский Крест» режиссёра, создателя и художественного руководителя «Нового театра» Эдуарда Боякова. Она играет дочь главного героя, Ивана Ростка в исполнении Михаила Пореченкова. В 2022 году Екатерина Дар сыграла в спектакле «Лубянский гример» в «Новом театре», где она исполняет две роли, одна из них — молодой красивой Примадонны, погибающей от падения декорации.
В 2024 году создала театральную кинокомпанию и бренд косметики «Красная дорожка», а также дебютировала с оркестром в концертном зале «Зарядье» в жанре «художественное слово».

## Театральные работы
- 2015 — «A ferry game» (Grusomhetens Teater, Осло, Норвегия, реж. Д. Теткин)
- 2015 — «Сказки о щас-тье» (реж. В. Полунин)
- 2015 — «Очень приятно» (Московский Государственный театр киноактера, реж. В. Михельсон)
- 2016 — «Машина Мюллер» (Гоголь-центр, реж. К. Серебренников)
- 2016 — «Золотой осел» (Электротеатр Станиславский, реж. Б. Ю. Юхананов)
- 2016 — «Black Russian» (Театральная компания ECSTÁTIC, реж. М. Диденко)
- 2017 — «Лысая певица» (Театральный лофт «Компас», реж. О.Черкас)
- 2018 — «Anima chroma» (Совместный проект «Эрмитажа» и «Театра Наций», реж. А. Рудницкий)
- 2018 — «Posle» (Центр им. Мейерхольда, реж. Е.Ненашева)
- 2018 — Спектакль-променад «Зеркало Карлоса Сантоса» (реж. Т.Баталов)
- 2018 — Моноспектакль «Полдень. 1968 год» (при поддержке Inliberty и Гоголь-Центра, реж. Д.Волкострелов)
- 2018 — «Сокровенное» (бельгийская компания Ontroerend Goed и импресарио Федор Елютин)
- 2018 — «Écoute, je meurs» (Театр Pave d’Orsay, Paris, реж. Anton Boniicci)
- 2018 — «Сквозь/Скольжение по возможностям» (Tranformator, реж. В.Лисовский)
- 2019 — «Буду делать тебя звездой» (Театральный компания «Надо подумать», реж. Е.Смородинова)
- 2019 — «Пещера» (Центр им. Мейерхольда, реж. В.Лисовский)
- 2019 — «Без режиссёра» (Transformator, реж. В.Лисовский)
- 2019 — «Опера ГЭС-2» (Transformator, реж. В.Лисовский)
- 2019 — Моноспектакль «Invisible Moscow» (реж. Егор Матвеев)
- 2019 — «Чужой голос» (Электротеатр «Станиславский», реж. Е. Смородинова)
- 2020 — Моноспектакль «Murder Girl» (театр «Пространство Внутри», реж. Д. Галимзянова)
- 2020 — «Американки» (Центр Вознесенского), реж. Е. Смородинова)
- 2020 — «Суздаль. Свидание с судьбой» (Платформа Stereo Story)
- 2020 — «Я и Фрида» (Театр.doc, режиссёр Овлякули Ходжакули)
- 2021 — «Родители напрокат» (Театр Kuklab реж. О. Шайдуллина, А. Калипанов)
- 2021 — «Маршрут перестроен» (Платформа Stereo Story, реж. Е. Смородинова)
- 2021 — «Маскарад. Маскарад» (Театр.doc, режиссёр Игорь Стам)
- 2021 — «Мхатовская пауза» (МХАТ им. Горького, режиссёр Евгения Миляева)
- 2022 — «Морковь, cеледка и другие фрукты» (пространство «Внутри», режиссёр Григорий Каковкин)
- 2022 — «Русские сезоны» («Палаты на Льва Толстого», режиссёр Елена Смородинова)
- 2022 — «Муза позвонит» (кофейня Coda, режиссёр Елена Смородинова)
- 2022 — «Кладовая памяти» (ГЭС-2, режиссеры: Рут Хоф, Гаай Саар Русо)
- 2022 — «Лубянский гример» (Новый Театр, режиссёр Эдуард Бояков)
- 2023 —  «Филумена Мартурано» (Театр в Хамовниках, режиссер Елена Оленина)
- 2024 — «Штосс. Читка. Вариации» (Дом-Музей М. Ю. Лермонтова. Кафедра А. Васильева. ГИТИС. Реж. Ольга Стороженко)
- 2024 — «Золушка» (Чтение с оркестром, Концертный зал «Зарядье», реж. Константин Рычков)
- 2024 — «Гранатовый браслет»[26] (Театр Современного Искусства, Краснодар. Реж. Анна Агеева)

## Избранная фильмография
| Год  |     | Название                         | Роль                             |
| ---- | --- | -------------------------------- | -------------------------------- |
| 2016 | кор | «Серебряная медаль»              | жена                             |
| 2017 | ф   | «Самая светлая тьма»             | второй проводник                 |
| 2018 | кор | «Один день из ее жизни»          | Анна Орлова                      |
| 2019 | кор | «Включи мне свет»                | модель                           |
| 2020 | ф   | «Вратарь Галактики»              | фанатка «Пеле»                   |
| 2020 | кор | «Murder Girl. Правдивая история» | блоггер Murder Girl              |
| 2021 | ф   | «План 9 с „Алиэкспресса”»        | главная роль                     |
| 2021 | ф   | «Русский крест»                  | дочь Ивана Ростка                |
| 2022 | док | «Дуэлянтки»                      | фехтовальщица, соперница героини |